# Ернест Кадін
Ернест Кадін (фр. Ernest Cadine; 12 липня 1893 — 28 травня 1978) — французький важкоатлет.
Олімпійський чемпіон 1920 року в категорії до 82,5 кг.